# Daimler DC 3 c
Der Typ DC 3 c war ein Kraftomnibus der Daimler-Motoren-Gesellschaft, der im Werk Berlin-Marienfelde hergestellt wurde.

## Geschichte
Der Typ DC 3 c war eine Weiterentwicklung des Typs DM 3 b, der seinerseits auf Basis des kleineren Typs DM 2 b entwickelt worden war. Diese Busse hatten einen Ottomotor mit einer Leistung von 35 PS, der vorn vor dem Fahrer unter einer Haube angeordnet war. Ein Novum war der Antrieb der Hinterachse mit Kardanwelle, sodass die Fahrzeuge auch als 35 PS Cardan bezeichnet wurden. Die Aufbauten wurden von verschiedenen Herstellern zugeliefert.
Ein bedeutender Kunde waren die Königlich Sächsischen Staatseisenbahnen, die ab 1913 insgesamt 43 Wagen erwarben. Die Aufbauten fertigte die Waggon- und Wagenfabrik Hermann Schumann in Zwickau-Pölbitz. Die staatliche Kraftwagenverwaltung (SKV) reihte sie mit den Nummern 9000 bis 9042 in ihren Betriebspark ein und setzte sie auf den neu geschaffenen Überlandlinien ein.
Die Fahrzeuge bewährten sich außerordentlich gut. Den Bus mit der Nummer 9015 rüstete man 1914 versuchsweise zum Schienenbus um, indem die Räder mit Spurkränzen ausgerüstet wurden. Darüber hinaus erhielt das Fahrzeug eine Druckluftpfeife, Warnglocke und die nötigen Signaleinrichtungen für den Eisenbahnbetrieb. Über einen planmäßigen Einsatz des Wagens ist nichts bekannt. Vermutlich wurde er nach einigen Versuchsfahrten wieder in einen normalen Bus zurückgebaut.
Auf den Kraftwagenlinien Sachsens waren die Busse bis Mitte der 1920er Jahre im Einsatz, bis sie durch größere und leistungsstärkere Fahrzeuge ersetzt wurden.